# 신한민족당
신한민족당(新韓民族黨)은 1945년 12월 14일 종로 기독교청년회관에서 정당합동준비위원회 및 정당통일기성회에 속한 20개의 정당이 발전적 해산 및 통합하여 결성된 정당이다. 1946년 4월 18일 한국독립당에 흡수 통합되었다.

## 정강
- 一. 우리는 민족민주주의적인 자주독립국가의 건설을 기함
- 一. 우리는 민족의식을 앙양집결하여 전민족의 단결을 공고히 함
- 一. 우리는 부강한 민족국가의 건설을 위한 국가계획 경제수립을 기함
- 一. 우리는 반민족적인 一切 사상을 배격함
- 一. 우리는 국제헌장에 기준한 세계평화에 협력함

## 역사
1945년 12월 14일 종로 기독교청년회관에서 3·1당(3·1黨), 농민당(農民黨), 대한민국국민당(大韓民國國民黨), 한민자유당(韓民自由黨), 신조선당(新朝鮮黨), 조선해방동맹(朝鮮解放同盟), 조선건국협찬회(朝鮮建國協贊會), 민일당(民一黨), 조선민주당(朝鮮民主黨), 대한인민정치당(大韓人民政治黨), 자협로동당(自協勞動黨), 구국동맹(救國同盟), 한국혁신당(韓國革新黨), 고려청년단(高麗靑年團), 조선민족당(朝鮮民族黨), 한국공화당(韓國共和黨), 고려사회민주당(高麗社會民主黨), 대한민정당(大韓民政黨), 귀일당(歸一黨), 조선혁명당(朝鮮革命黨), 애국동맹(愛國同盟), 대한신민당(大韓新民黨) 등 22개의 정당이 발전적 해산 및 통합하여 신한민족당이 결성되었다. 이 통합의 원래 목적은 민족단일당 결성에 있었으나 한국독립당, 한국민주당, 국민당은 참여하지 않았다.
1945년 12월 23일 고려청년당은 신한민족당에 합류한 사실이 없다고 발표하였다.
1945년 12월 25일 조선혁명당은 신한민족당에서 탈퇴했다고 발표하였다.
1946년 3월 26일 신한민족당은 우익정당 합동에 참여하기로 결정하였다.
1946년 4월 7일 한국독립당·국민당·한국민주당·신한민족당 등 4당이 합당을 협의하였으나 한국민주당이 우익 4정당 합동을 거부하였다.
1946년 4월 18일 한국독립당·국민당·신한민족당 등 3당이 한국독립당에 흡수 통합되었음을 알리는 성명서를 발표하였다.